# Zeichen
Ein Zeichen ist im weitesten Sinne etwas, das auf etwas anderes hindeutet, etwas bezeichnet.
Zeichentheoretiker sehen darin ein semiotisches Phänomen und bestimmen im engeren Sinne Zeichen als eine Unterklasse dieses Phänomens. Dort stehen Zeichen anderen semiotischen Phänomenen wie den Symbolen und Anzeichen (vgl. Index, Signal) gegenüber. Sprachzeichen sind Grundelemente einer Sprache.
Zeichen ist dabei allgemein etwas Unterscheidbares, dem eine Bedeutung zugesprochen wird; ein sprachliches Zeichen als Grundelement eines Kommunikationssystems (also auch Gesten, Gebärden, Laute, Markierungen auch Symbole).
Zeichen kommt aus indogermanisch dei für „hell glänzen“, „schimmern“, „scheinen“, und wird im Althochdeutsch zu zeihhan „Wunder“, „Wunderzeichen“. Dem deutschen Wort liegt ursprünglich die irdische Erscheinung einer höheren Macht zugrunde.

## Zeichenbegriff

### Einseitiger und zweiseitiger Zeichenbegriff
Das Wort „Zeichen“ kann entsprechend bedeuten:
1. nur den Zeichenkörper
(einseitiger, unilateraler Zeichenbegriff)[1]
2. die als untrennbar gedachte Einheit der Beziehung des Zeichenkörpers zu seiner Bedeutung
(zweiseitiger, dyadischer Zeichenbegriff,[2] „bilateraler“).[1]

Einen einseitigen Zeichenbegriff vertraten nicht nur Ogden/Richards, sondern schon die klassische Zeichentheorie. Geht man davon aus, dass ein Zeichenkörper nicht direkt, sondern nur auf Grund einer Vermittlungsinstanz {Vorstellung, Begriff, Gebrauch} etwas Außersprachliches bezeichnet, kann diese dreistellige Relation als semiotisches Dreieck veranschaulicht werden.
Einen zweiseitigen (bilateralen) Zeichenbegriff vertrat (nach herrschender Vorstellung) de Saussure: das Zeichen als psychische Einheit, bestehend aus einer Ausdrucksseite (signifiant) und aus einer Inhaltsseite (signifié), wie zwei Seiten eines Blatts Papiers. Nach anderer Auffassung soll de Saussure den Ausdruck „Zeichen“ auch zur Bezeichnung des Signifikanten allein verwendet haben (Zeichen i. S. v. [1.]). Dann ist unklar, ob de Saussure Zeichen im Sinne von [1.] [2.] oder im Sinne einer Kombination von beiden verwendet.
Definiert man das Zeichen so als psychische Einheit, dann wird der Bezug auf die Wirklichkeit Referenz und der pragmatische zu den Sprachbenutzern ausgeblendet.

### Aristoteles
Zeichen ist im weitesten Sinn alles, was für etwas anderes steht; was als „zuvor Erkanntes zur Erkenntnis eines anderen führt“, „eine andere Gegebenheit … repräsentiert bzw. diese bezeichnet oder darstellt …“, „irgendetwas, das einem anderen, dem Bezeichneten zugeordnet ist“; das, was zu diesem in einer „Verweisbeziehung“ steht. „Ein Zeichen zeigt etwas an, d. h., es verweist auf etwas, das außerhalb des Zeichens selbst liegt.“ Ein Zeichen „ist alles, was und insofern es dazu dient, etwas anzuzeigen oder kenntlich zu machen“.
Zeichen sind „physikalische Dinge“ (Markierungen mit Tinte auf Papier, Tonwellen etc.). „Was sie zu Zeichen macht, ist die vermittelnde (intermediäre) Stellung, die sie zwischen einem Objekt und einem Zeichenverwender, d. h. einer Person einnehmen.“
Nach Gottlob Frege ist das Zeichen das, was „uns dazu dient, irgendetwas zu bezeichnen, auszudrücken oder zu behaupten“. Es ist „nur ein willkürlich gewähltes Mittel des Gedankenausdrucks, das ganz außerhalb der Betrachtung bleibt. In dieser Stellvertretung liegt der Nutzen der Zeichen“.
Grundlage der Zeichentheorie ist der Grundsatz aliquid stat pro aliquo „etwas steht für etwas“. „Ein Wesensmerkmal eines Zeichens ist demnach seine Stellvertreterfunktion: Ein Zeichen steht per definitionem ‚für etwas anderes‘, es ist also prinzipiell nicht selbstreferentiell.“ Die aliquid-pro-aliquo-Zeichendefinition ist ihrer Formulierung nach ein Grundsatz der mittelalterlichen Scholastik, der Sache nach aber schon bei Aristoteles angelegt.
Schon seit Aristoteles wird vertreten, dass Zeichen Dinge der Welt nicht unvermittelt, sondern vermittelt über einen Begriff, Vorstellung etc. bezeichnen, was eine naive Konzeption überwindet: „Die Sachen werden von den Zeichen nicht präsentiert, sondern repräsentiert.“. Diese Einsicht wird „für die ganze Geschichte der Semiotik entscheidend“.

### Der Zeichenbegriff der strukturalistischen Sprachwissenschaft
Nach Ferdinand de Saussure ist ein Zeichen die Beziehung (Verbindung) zwischen Bezeichnetem (Signifié, Signifikat) und Bezeichnendem (Signifiant, Signifikant). Das Bezeichnete entspricht einer Vorstellung oder einem Konzept, das Bezeichnende ist ein Lautbild. Das Lautbild ist auch etwas Gedachtes (also ein psychischer Eindruck und nicht die physikalische Schallwelle), da man für sich selber eine Lautfolge gedanklich „aussprechen“ kann, ohne die Lippen zu bewegen. Der Zusammenhang zwischen Bezeichnetem und Bezeichnendem ist beliebig (arbiträr). Beliebig bedeutet hier nicht, dass jede Person frei einen Signifikanten für ein Signifikat aussuchen kann, sondern dass die ursprüngliche Festlegung eines Zeichens unmotiviert ist. Zeichen für die Kommunikation zwischen Menschen bedürfen der „Verabredung“, einer Konvention. Ist das Zeichen erst einmal zur Konvention geworden, bleibt es fest zugeordnet.

### Der Zeichenbegriff des Pragmatismus
Charles S. Peirce entwickelte eine pragmatische Semiotik und erweiterte den dyadischen Zeichenbegriff zu einem spezifischen triadischen Modell. Dies führt zu einer prozesshaften und dynamischen Zeichentheorie.
Peirce definiert das Zeichen als eine triadische Beziehung zwischen einem Repräsentamen, einem Interpretanten und einem Objekt.
Ein Repräsentamen ist ein Zeichenträger (z. B. ein Bild, ein Wort), ein Zeichen im engeren Sinn, „das für jemanden in irgendeiner Hinsicht oder durch irgendeine Eigenschaft für etwas steht.“
Ein Interpretant ist ein Gedanke, den der Zeichenträger bei einem Interpreten hervorruft und selbst wieder ein Zeichen (im engeren Sinn) ist.
Mit den Worten Peirce: „Ein Zeichen oder Repräsentamen ist alles, was in einer solchen Beziehung zu einem Zweiten steht, das sein Objekt genannt wird, dass es fähig ist, ein Drittes, das sein Interpretant genannt wird, dahin gehend zu bestimmen, in derselben triadischen Relation zu jener Relation auf das Objekt zu stehen, in der es selber steht. Dies bedeutet, dass der Interpretant selbst ein Zeichen ist, das ein Zeichen desselben Objekts bestimmt und so fort ohne Ende.“
Umberto Eco schlägt vor, alles Zeichen zu nennen, was aufgrund einer vorher vereinbarten sozialen Konvention als etwas aufgefasst werden kann, das für etwas anderes steht. Er übernimmt damit weitgehend die Definition von Charles W. Morris (1938).
Für Hans-Georg Gadamer „(ist) ein Zeichen […] nichts anderes, als was seine Funktion fordert; und die ist, von sich wegzuverweisen. […] Es darf nicht so auf sich ziehen, daß es bei sich verweilen läßt, denn es soll nur etwas gegenwärtig machen, das nicht gegenwärtig ist, und so, daß das Nicht-Gegenwärtige allein das Gemeinte ist […], z. B. (als Verkehrszeichen) die kommende Kurve, oder die Seite bis zu der ein Buch gelesen ist.“

### Sonstige Bedeutungen
In religiösen und spirituellen Zusammenhängen werden unter Zeichen
- Ahnungen
- Träume
- verstärkende Wiederholungen bestimmter Ereignisse innerhalb kurzer Zeit
- Koinzidenzen, d. h. merkwürdige Zusammentreffen auffälliger Umstände

verstanden.

## Eigenschaften des Zeichens

### Kommunikationsabsicht?
Ob eine Kommunikationsabsicht zum Zeichenbegriff dazugehört, hängt vom verwendeten Zeichen- wie vom Kommunikationsbegriff ab.
Wenn es heißt: „Jedes Zeichen dient der Verständigung, der Kommunikation“, dann gilt dies für Sprachzeichen. Der semiotische Zeichenbegriff kann weiter sein. Er bezieht auch bloße Anzeichen in den Zeichenbegriff ein (Rauch als Zeichen für Feuer).
Siehe auch unten zur Unterscheidung zwischen indexikalischen und Kommunikationszeichen.

### Arbitrarität und Konventionalität
„Arbitrarität und Konventionalisierung sind die beiden zentralen Charakteristika sprachlicher Zeichen.“
- Arbitrarität (Willkürlichkeit) besagt: „Zwischen dem Bezeichnenden (Signifikant, Zeichen, Symbol) und dem Bezeichneten (Signifikat, Begriff, Gedanke) besteht eine beliebige, nicht naturnotwendige oder abbildende, sondern konventionell festgelegte Bedeutung.“[23]
„Der arbiträre Charakter des sprachlichen Zeichens ist aber nicht absolut zu nehmen. Seit Saussure hat man im Gegenteil auf dem motivierten, d. h. unmittelbar verständlichen Charakter von gewissen lexikalischen Einheiten bestanden. Drei Typen von Motivation strukturieren das Lexikon: die phonetische Motivation, die morphologische Motivation und die semantische Motivation.“[24]
- Konventionalität bedeutet: Die Zeichen beruhen auf (auch stillschweigenden) Vereinbarungen (Gewohnheiten), auf „Leistungen einer Sprachgemeinschaft“.[25] Gemeint ist eine in der Regel stillschweigende Konvention, „die als sprachliche Regel oder gesellschaftliche Norm zur Kultur einer Gesellschaft gehört“.[26] Sie gibt der willkürlichen Zuordnung von Zeicheninhalt und Zeichenform die für die Kommunikation notwendige Stabilität.[26]

Zum Teil wird auf die Unterscheidung von Konvention und Übereinkunft wert gelegt: Nur der Konventionsbegriff im Sinne von Lewis sei zugrunde zu legen: Danach seien Konventionen „Verhaltensregularitäten von Individuen einer Gruppe, die durch komplexe, wechselseitig aufeinander gerichtete Erwartungen erzeugt werden“.
Aus der Arbitrarität und Konventionalität von Zeichen folgt ihre Veränderlichkeit.

### Assoziativität
Neben der Arbitrarität und Konventionalität wird als dritte kennzeichnende Eigenschaft von Sprachzeichen nach der Theorie von de Saussure die Assoziativität der Zeichen angeführt.
Dies setzt eine psychologisch (mentalistisch, kognitiv(istisch)) orientierte Zeichentheorie voraus und beschreibt das Verhältnis von Zeichenform und Zeicheninhalt in psychologischer Perspektive als assoziativ. Dass, wie das Phänomen der Aphasie zeigt, Zeichenform und Zeicheninhalt „unabhängig voneinander verloren gehen“ wird nicht als Widerspruch zu der Behauptung de Saussures von der Untrennbarkeit von Zeicheninhalt und Zeichenausdruck (an-)gesehen.

### Kontext- und Situationsbezogenheit
Zeichen werden immer in einem physischen, sozialen und psychischen Kontext aktualisiert (Situation), sodass wir das Zeichen verstehen, weil wir es im Rahmen einer Gesamtsituation interpretieren.

### Zeichen als Systemelement und die Systemfunktionalität des Zeichens
Ein Zeichen oder eine Zeichenmenge gehören zu einem bestimmten Zeichensystem (der Chemie, Morsecode, Flaggensignale etc.).
Das (ein) System der Sprachzeichen wird in der Sprachwissenschaft seit Ferdinand de Saussure Langue genannt.
Die Bedeutung eines Zeichens hängt von seiner Stellung im Zeichensystem und dessen Struktur ab. De Saussure verwendete dafür den Ausdruck valeur (franz.: Wert), der im Deutschen mit Wert, sprachlicher Wert, Stellenwert eines Zeichens oder mit systemischer Wert wiedergegeben wird.
- Beispiel: Die Note (das Wort, das Zeichen) „gut“ hat in dem Notensystem „sehr gut | gut | ausreichend | mangelhaft“ einen anderen Notenwert, einen anderen Sinn als in der Notenskala „gut | befriedigend | mangelhaft“.

Nach dem (extremen) Strukturalismus allein davon: „Jedes Zeichen hat einen Wert nur durch seine Opposition zu den anderen Zeichen des Systems. Was hier wichtig ist, ist also nicht die positive Qualität, sondern der differentielle Charakter der Zeichen.“
Zu beachten ist, dass ein Zeichen in verschiedenen systematischen Zusammenhängen stehen und damit „ganz unterschiedliche Werte“ (je nach System im Konkreten) haben kann.
Nach de Saussure kommt einem Zeichen in einem System ein fester Wert „als Produkt differentieller Relationen“ zu.
In der (strukturalistischen) Linguistik werden insbesondere zwei Systemaspekte unterschieden:
1. paradigmatische Beziehungen: Beziehungen zwischen Zeichen gleicher Art bzw. Funktion;
2. syntagmatische Beziehungen: Beziehungen zwischen Zeichen unterschiedlicher Art bzw. Funktion, die dem Aufbau von komplexen Zeichen zugrunde liegen.

### Linearität
Eigenschaft eines Zeichens ist weiterhin seine Linearität. Weil die Umsetzung von Zeichen z. B. durch das Sprechen in einem zeitlichen Ablauf passiert, folgt die Linearität.

## Einteilungen von Zeichen

### Symbol – Ikon – Index

#### Überblick
Der Ausdruck Symbol wird zum Teil umgangssprachlich mit dem Begriff Zeichen gleichgesetzt.
Fachsprachlich bezeichnet Symbol
- in der europäischen Tradition (z. B. Ferdinand de Saussure) ein Zeichen im weiteren Sinn, bei dem zwischen dem Zeichen und dem, was es bezeichnet, ein gewisser Ähnlichkeitsbezug besteht. Gegenbegriff ist dann das Zeichen im engeren Sinn = das rein willkürliche Zeichen.[37]
- in der amerikanischen Tradition (begründet von Charles S. Peirce) bezeichnet Symbol das Gegenteil: das rein willkürliche Zeichen. Es wird dann den Zeichentypen Ikon (abbildendes Zeichen) und Index (anzeigendes Zeichen) entgegengesetzt.

#### Terminologie von Peirce
Unter dem Einfluss der amerikanischen ist auch in der deutschen Linguistik eine Terminologie von Charles S. Peirce verbreitet, in der zwischen Symbol, Ikon und Index unterschieden wird. Die Terminologie von Peirce für den Ausdruck „Symbol“ widerspricht dabei der europäischen Tradition.
Peirce unterteilt die Zeichen in drei Zeichen-Trichotomien, so dass sich neun Subzeichenklassen und, durch deren Kombination untereinander, zehn Hauptzeichenklassen ergeben. Unter den Subzeichenklassen sind die wohl bekanntesten: Ikon, Index und Symbol. Sie gehören zur zweiten Trichotomie, in der die Objektrelation des Zeichens thematisiert wird.
- Ein Ikon ist ein Zeichen, das durch Ähnlichkeit auf seinen Gegenstand verweist (ein Abbildverhältnis): lautmalerische (onomatopoetische) Ausdrücke („Kuckuck“, „Uhu“, „wiehern“, „Wau“ für das Kläffen eines Hundes usw.) ebenso wie formikonische Wörter („S-Kurve“, „T-Träger“, „V-Ausschnitt“ usw.).
- Ein Index ist ein Zeichen, das durch unmittelbare kausale Wirkung seines Objektes auf dieses verweist, so ist z. B. Rauch ein Zeichen für das verursachende Feuer. Eine andere Bedeutung von Index als individuell zugeordnetem Zeichen (z. B. Eigennamen) steht damit insofern in Einklang, als ein solcher Index nur durch einen physischen Benennungsakt zustande kommt, an dem sein Objekt beteiligt ist (z. B. Taufe).
- Symbole (im Sinne von Peirce) sind Zeichen im oben angeführten Sinne: zwischen der Form des Zeichens (Bezeichnendes) und seiner Bedeutung (Bezeichnetes) besteht ein Verhältnis, das durch Arbitrarität und Konventionalität gekennzeichnet ist: zwischen der Buchstabenfolge s-t-u-h-l und dem gemeinten Gegenstand besteht keine Ähnlichkeitsbeziehung. D. h., das Symbol verweist durch reine Gewohnheit auf seinen Gegenstand.

Die Einteilung ist idealtypisch. In der Wirklichkeit sind Zeichen Kombinationen dieser Grundtypen.
Eine fast ähnliche Einteilung ist bei Monika Fludernik zu lesen, wonach in der Semiotik drei Zeichentypen unterschieden werden:
- „deiktische“ Zeichen: sie zeigen von einem Punkt auf einen anderen (ein Zeigefinger der etwa nach rechts deutet);
- „ikonische“ Zeichen: das Zeichen (Signifikant oder die Ausdrucksseite eines sprachlichen Zeichens) verbindet mit dem Bezeichneten (Signifikat oder die Inhaltsseite eines Zeichens) eine Ähnlichkeitsrelation (ein Eingangsverbotenschild mit einer stoppenden Handfläche);
- „symbolische“ Zeichen: sie sind arbitär, das heißt sie haben zum Bezeichneten (Signifikat) keine deiktische oder Ähnlichkeits-Verbindung.

### Sprachliche und nichtsprachliche Zeichen
Quer zu der Einteilung der Zeichen in Index, Ikon und Symbol steht die Einteilung in sprachliche und nichtsprachliche – auch verbale und nonverbale – Zeichen. Der Einteilungsgrund ist die Benutzung von Sprache zum Zwecke der Kommunikation.
Die Terminologie ist allerdings nicht einheitlich. Im weiteren Sinn sind nichtsprachliche Zeichen alle Zeichen, die nicht sprachlicher Art sind. Darunter werden paraverbale und nichtsprachliche Zeichen im engeren Sinn (nonverbale Zeichen) gefasst.
Paraverbale Zeichen sind nichtsprachliche Zeichen im weiteren Sinn, die sich in einer sprachlichen Äußerung manifestieren. Gemeint sind damit etwa stimmliche Qualitäten, die mitgeteilte Stimmung (z. B. Angst, Unsicherheit …).
Nichtsprachliche Zeichen im engeren Sinn sind nichtsprachliche Zeichen, die unabhängig von der Sprache existieren. Dies betrifft z. B. die Gestik, Mimik, die Körperhaltung, im weiteren Sinn auch die Kleidung, die Wohnungseinrichtung, die Frisur oder auch z. B. Verkehrszeichen, Piktogramme.

### Indexikalische Zeichen und Kommunikationszeichen
Zeichen im weiteren Sinn können eingeteilt werden in Zeichen mit Kommunikationsabsicht (Kommunikationszeichen; Zeichen im engeren Sinn; Zeichen für) und Zeichen ohne Kommunikationsabsicht (indexikalische Zeichen (im engeren Sinn); Zeichen von).
Dies ist eine idealtypische Unterscheidung, da häufig die Grenze nicht ausmachbar ist (z. B. die Grenze zwischen einem natürlichen, spontanen Lächeln und z. B. einem täuschenden Lächeln).
Zeichen ohne Kommunikationsabsicht werden auch Indiz (Anzeichen, natürliche, uneigentliche Zeichen) genannt und sind Indexe (im Sinne von Peirce) oder Symptome (in anderer Terminologie).
Die Unterscheidung setzt voraus, dass man – wie das herrschende Verständnis – für eine Kommunikation eine Absichtlichkeit und damit Gerichtetheit verlangt. Fasst man wie Watzlawick den Kommunikationsbegriff weiter und betrachtet als Kommunikation als Mitteilung und Mitteilung als etwas, was – unabhängig von einer Kommunikationsabsicht – interpretierbar ist, so sind alle Zeichen Kommunikationszeichen.

### Zeichenmuster (type) und Zeichenvorkommnis (token)
Charles S. Peirce unterschied bei einem Zeichen type und token. Im Deutschen spricht man unterschiedlich unter anderem von Muster (oder Typ) – Vorkommnis oder vom virtuellen Zeichen – aktuellen Zeichen.
Beispiel: In dem Wort „Hallo!“ hat der Buchstabe l als Muster (type) zwei Vorkommnisse (token).
Das Zeichen als Muster nennt man virtuelles Zeichen, da es eine abstraktive Größe ist, die dem einzelnen Gebrauch zugrunde liegt, realisiert jedoch nicht als solches, sondern nur (in der konkreten Verwendung) als aktuelles Zeichen vorkommt.

## (Sonstige) Zeichentypen

### Schriftzeichen
Die chinesische Schrift ist der Prototyp einer ikonischen Schrift. Gerade das Beispiel zeigt, dass auch diese konventioneller Festlegungen bedürfen, um Missverständnissen entgegenzuwirken. Wörter in einer Alphabetschrift bestehen aus Buchstabensequenzen.
Erst das ganze einzelne Wort ist im linguistischen Sinn ein Zeichen, und zwar ein symbolisches. Nicht zu verwechseln mit dem Begriff des Zeichens ist der Begriff des Schriftzeichens (der „Letter“). Letzterer muss nicht einer Bedeutung (Bezeichnetem) zugeordnet sein, sondern ist bei Alphabet- und Silbenschriften einer bestimmten Lautung oder Funktion innerhalb des Schriftsystems zugeordnet. (Im Englischen ist die Unterscheidung eindeutiger: sign vs. character.)

### Zahlzeichen
Verwandt mit den Schriftzeichen, aber nur in ihrer Form arbiträr, und weniger in der Funktion, sind die Zahlzeichen. Entgegen der formalen Parallelen zwischen Ziffer und Letter und Zahl und Wort übernimmt nur in der elementarsten Mathematik (dem „Zählen“) die Zahl – in Wort, Geste und Schriftzeichen – die Funktion des Zeichens, in der eigentlichen Mathematik (dem „Rechnen“) die Ziffer, die das Zahlensystem repräsentiert.

### Zeichen in Mathematik, Physik und Technik
Mathematische und physikalische Größen (Variable und Konstanten) werden in Rechnungen, aber auch in Texten durch Formelzeichen (DIN 1304) gekennzeichnet. Für Rechenvorschriften gibt es mathematische Zeichen (DIN 1302). Für konkrete Werte physikalischer Größen, die als Produkt von Zahlenwert und Maßeinheit angegeben werden, gibt es international festgelegte Einheitenzeichen (DIN 1301).

### Zeichen in Kalkülen
Zeichen bilden die Bausteine logischer Kalküle. Deren wesentliche Eigenschaft besteht gerade darin, dass logische Schlussregeln ausschließlich auf zeichenhaften Formeln ausgeführt werden. Bestimmte Zeichenkombinationen werden aus anderen Zeichenkombinationen rein formal abgeleitet. Der Bezug auf eine Wirklichkeit, ein Bezeichnetes, ist innerhalb des Kalküls nicht vorhanden – er ergibt sich erst durch die Interpretation der Zeichen. Die Untersuchung derartiger Interpretationen ist Gegenstand der Modelltheorie.